# Selim (district)
Selim is een Turks district in de provincie Kars en telt 25.162 inwoners (2007). Het district heeft een oppervlakte van 1009,3 km². Hoofdplaats is Selim.
De bevolkingsontwikkeling van het district is weergegeven in onderstaande tabel.
| 1997   | 2000   | 2007   |
| ------ | ------ | ------ |
| 25.172 | 25.480 | 25.162 |